# 馬利 (澳大利亞國會選區)
馬利選區（英語：Division of Mallee），是澳大利亞維多利亞州的下議院選區，位於該州西北部，因地區而得名。面積70,694平方公里。
選區始於1949年，一直是澳大利亞鄉村黨—國家黨的安全選區。1993年以來的當區議員是約翰·福雷斯特。